# HOOK (YouTuber)
HOOK（1996年7月28日—），本名邱暄惠，台灣女性YouTuber。影片主要為實驗與科普知識以及歷史相關之內容。
HOOK自述其藝名源自音樂術語「hook」，指讓人一聽就中的一段音樂，用以期許自己的影片能讓人一看就喜歡上。
HOOK於2024年2月13日在Instagram發布暫停周更的消息，但每個月至少有一支影片。

## 影片系列列表
| 類別 | 系列名稱       | 集數 | 開場白                 | 說明 |
| ---- | -------------- | ---- | ---------------------- | ---- |
| 挑戰 | 24小時料理挑戰 | 40   |                        |      |
| 挑戰 | 一週挑戰       | 26   |                        |      |
| 歷史 | 世界史         | 19   |                        |      |
| 歷史 | 料理史王       | 16   | 民以食為天，我以史為生 |      |
| 歷史 | 行萬里路       | 14   |                        |      |
| 歷史 | 食代歷量       | 3    |                        |      |
| 歷史 | 史來則靈       | 2    |                        |      |
| 其他 | 燒錢來吃       | 11   |                        |      |
| 其他 | 戀愛實驗室     | 8    |                        |      |
| 其他 | 互可宇宙       | 7    |                        |      |
| 其他 | 暴發互         | 6    |                        |      |
| 其他 | 無限上綱       | 3    |                        |      |
| 其他 | 長照系列       | 2    |                        |      |

## 個人生活
HOOK飼養了兩隻貓：五號和溥儀。五號是因為牠是家中第五位成員，而溥儀則是因為她喜歡歷史的緣故。
HOOK的爸爸「台灣阿宏」、媽媽「江女士」從頻道早期就上鏡頭，家人自然互動廣受好評，其父母也擁有高人氣。
HOOK有一個姊姊，她長期以來對於姊姊是誰一直保護的很好。但在姊姊的婚禮時，知名YouTuber阿滴在Instagram限時動態曝光新娘正是HOOK的經紀人CC。而CC也於6月8日在Instagram宣布自己懷孕的影片中有台灣阿宏、江女士和HOOK的身影。雖然前陣子就有很多人都猜到，但HOOK從來也沒回應過，網友猜測她希望當姊姊以姊姊身份出現跟以工作夥伴出現時分的也很清楚。

## 爭議
2023年，HOOK爆出疑似資遣前員工鬧出糾紛，雙方關係幾近破裂，她當時表示公司每陣子都會固定與所有員工聊聊，發現對方狀況似乎不是很好，溝通後原本希望立下一段時間，看看彼此能不能磨合，但得到員工回覆：「如果這樣不如直接離開休息」，才會提早交接完，讓對方離開去養病，接著強調對方提出了離職，自己還主動付資遣費，主要是希望對方能在這時間沒壓力地好好休息。

## 販售商品
2023【每天都想史】手撕日曆｜輕鬆就讀撕曆大學，進入每曆新史界
2024【每天都想史】歷史食譜文化曆｜一週做一道千年前的料理，替生活加點歷史調味
互國神山征天魔法包

## 獎項紀錄
| 年份 | 獎項                         | 入圍影片                                                                                | 結果 |
| ---- | ---------------------------- | --------------------------------------------------------------------------------------- | ---- |
| 2023 | 第5屆走鐘獎 年度個人創作者獎 | 鐵達尼號沉沒前三餐吃什麼？赤裸裸的階級歧視真的要確定耶【料理史王#9】                    | 獲獎 |
| 2023 | 第5屆走鐘獎 說走就走獎       | 帶爸媽去東京，直接斷絕血緣關係。【地獄之旅】東京特輯#1                                  | 獲獎 |
| 2023 | 第5屆走鐘獎 有夠烙賽獎       | 在紐約被一晚2萬的飯店放鳥，凌晨四點在街頭找睡覺的地方                                   | 提名 |
| 2022 | 第4屆走鐘獎 年度女創作者獎   | 木曜運動會紀錄片，連續48天地獄訓練。【七秒之路】｜HOOK 2021 第三屆Yartist全明星運動大會 | 提名 |
| 2021 | 第3屆走鐘獎 最佳烙賽獎       | 我被困在家裡出不去了(￣∇￣)/【花錢救命】｜HOOK                                          | 提名 |
| 2021 | 第3屆走鐘獎 最佳吉祥物獎     | 【新貓登場】初次見面就擠肛門腺和洗澡，世界上最愛講話的小貓咪來了！｜HOOK                | 提名 |
| 2020 | 第2屆走鐘獎 最佳顏值獎       | 十萬訂閱長髮特輯！女裝初公開！辦公室驚叫連連｜HOOK ft. Cindy H                          | 提名 |

## 外部連結
- YouTube上的HOOK頻道
- HOOK的Facebook專頁
- HOOK的Instagram帳戶